# Erythrodiplax fusca

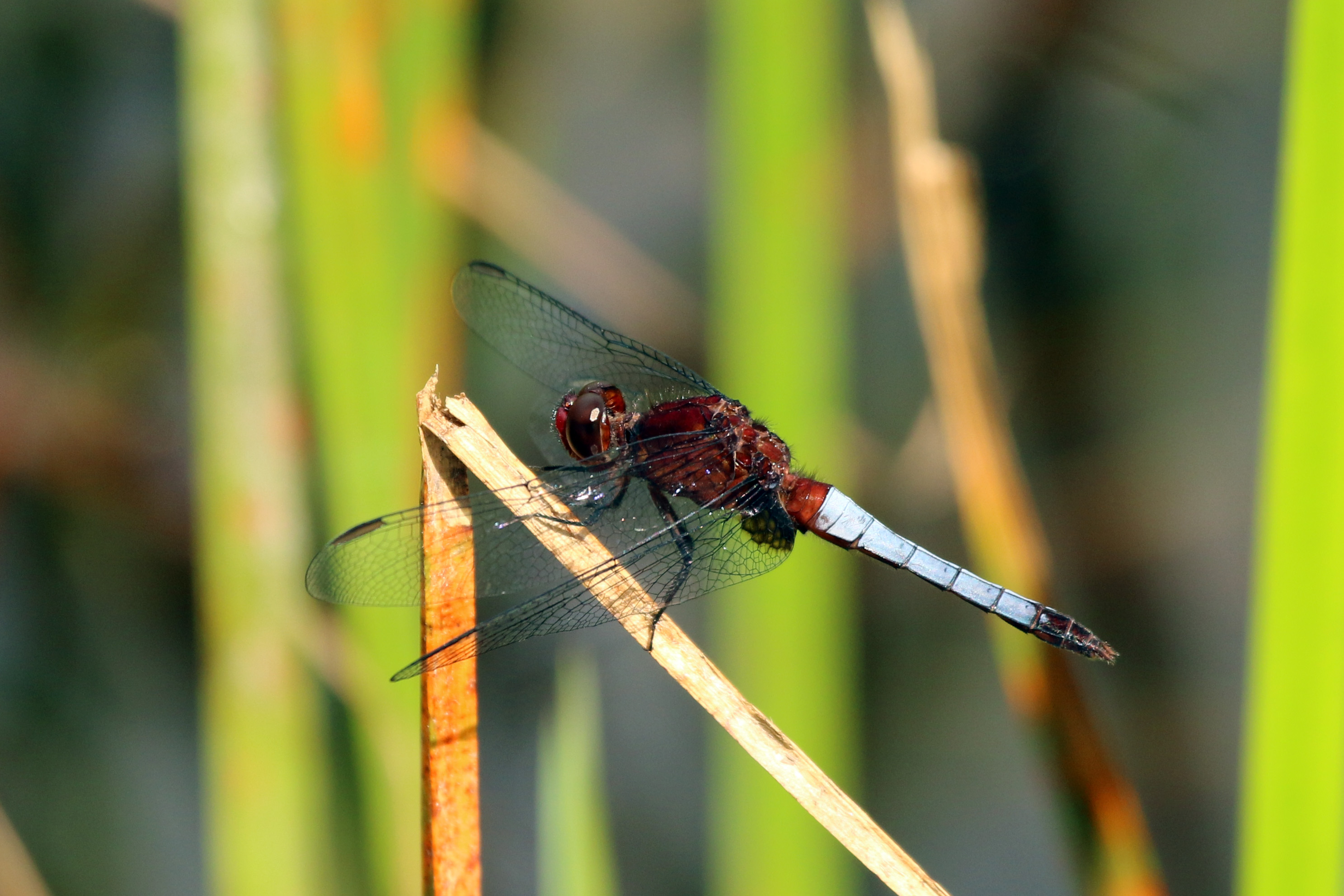
Erythrodiplax fusca

Erythrodiplax fusca (Rambur, 1842), conhecida como libélula-de-face-vermelha ou Red-faced Dragonlet, é uma espécie da família Libellulidae, amplamente distribuída pelas Américas. Destaca-se pelo comportamento territorial avançado e pela capacidade de usar o eavesdropping, observando rivais para decisões estratégicas. Atua como predador de invertebrados e é um valioso bioindicador ecológico, sensível a alterações em ambientes aquáticos tropicais, sendo relevante para estudos de conservação e ecologia.

## Classificação Taxonômica
- Reino: Animalia
- Filo: Arthropoda
- Classe: Insecta
- Ordem: Odonata
- Subordem: Anisoptera
- Família: Libellulidae
- Gênero: Erythrodiplax
- Espécie: Erythrodiplax fusca
- Autoridade científica: (Rambur, 1842)[2]

## Distribuição Geográfica
A Erythrodiplax fusca possui uma distribuição ampla, ocorrendo desde o sul dos Estados Unidos (particularmente na Flórida e no Texas), passando por México e toda a América Central, até grande parte da América do Sul, incluindo o Brasil, Colômbia, Venezuela, Peru, Guiana, Suriname, Paraguai e Argentina .
No Brasil, ela é comumente observada em estados como Amazonas, Maranhão, Bahia, Pará, entre outros. Registros demonstram que sua presença está fortemente ligada a corpos d’água calmos, como lagoas, áreas alagadas, margens de igarapés e reservatórios artificiais.

## Morfologia e Identificação
Os indivíduos adultos da espécie E. fusca apresentam tamanho médio (cerca de 30 a 40 mm de comprimento). A coloração característica dos machos inclui:
- Face frontal avermelhada (origem do nome em inglês "red-faced dragonlet"),
- Tórax castanho ou acinzentado, com eventuais nuances azuladas,
- Abdômen com segmentos escuros e detalhes claros,
- Asas hialinas (translúcidas) com uma leve tonalidade âmbar nas bases.

As fêmeas, por sua vez, costumam ser menos coloridas, exibindo tons mais acinzentados ou amarelados no tórax e abdômen. Ambas as formas apresentam pterostigma (marca escura nas asas) visível, uma característica comum entre os anisópteros.

## Ecologia e Comportamento

### Habitat
Essa libélula é altamente adaptável, ocorrendo em ambientes variados, desde florestas tropicais e campos alagados até zonas urbanas com presença de água doce. A espécie mostra preferência por locais com vegetação aquática, que serve tanto de suporte para repouso quanto de base para a oviposição (depósito de ovos).

### Comportamento Territorial
Machos de Erythrodiplax fusca apresentam forte comportamento territorial. Estabelecem posições estratégicas próximas à água, onde permanecem pousados em galhos ou folhas, aguardando a aproximação de fêmeas ou competidores.Esses machos utilizam uma forma de espionagem comportamental — conhecida como eavesdropping — para avaliar a força de rivais, evitando confrontos com indivíduos mais agressivos ou dominantes .

### Interações Intra e Interspecíficas
Essa espécie, em disputas com outras libélulas do gênero Erythrodiplax, frequentemente apresenta a chamada vantagem de residente — ou seja, o indivíduo que já ocupa o território tem maior probabilidade de vencer o confronto, mesmo contra rivais maiores ou mais fortes .

## Ciclo de Vida

### Reprodução
O ciclo reprodutivo inicia-se com a formação do "coração copulatório" — a posição característica de acasalamento dos odonatos. Após a cópula, a fêmea realiza a oviposição em voo, tocando a superfície da água com a extremidade do abdômen para liberar os ovos.

### Estágio Ninfal
As ninfas (formas aquáticas imaturas) vivem submersas, onde permanecem por várias semanas ou meses, dependendo da temperatura da água e da disponibilidade de alimento. Nessa fase, são predadoras vorazes de microinvertebrados e larvas de mosquitos.

### Emergência
O processo de metamorfose é incompleto (hemimetabolia): as ninfas emergem da água, fixam-se em plantas e, após a última muda, eclodem como libélulas aladas — agora em sua forma adulta.

## Importância Ecológica
Erythrodiplax fusca desempenha papéis ecológicos relevantes, tais como:
- Controle biológico de insetos, principalmente mosquitos;
- Indicador de qualidade ambiental — sua presença (ou ausência) pode refletir condições do ecossistema aquático;
- Papel na cadeia alimentar, servindo de alimento para aves, sapos e peixes.[3]

## Conservação
Apesar de ainda não estar classificada como ameaçada pelas listas da IUCN (União Internacional para a Conservação da Natureza), a Erythrodiplax fusca pode sofrer impacto direto da destruição de áreas úmidas, poluição de águas interiores e uso intensivo de agrotóxicos, especialmente em áreas agrícolas tropicais.
O monitoramento contínuo da espécie e a manutenção de corpos d'água naturais são medidas fundamentais para sua conservação.